# ローズウォーターさん、あなたに神のお恵みを
『ローズウォーターさん、あなたに神のお恵みを』（God Bless You, Mr. Rosewater）はアメリカの作家カート・ヴォネガット・ジュニアによる1965年の長編小説。
富の不平等やヒューマニズムがテーマであり、これまでのヴォネガット作品とは異なりサイエンス・フィクション要素はほとんどない。一方で、ヴォネガットの作品に横断して登場するSF作家キルゴア・トラウトが初めて登場した作品でもある。

## あらすじ
ローズウォーター家の莫大な財産を元に設立された慈善財団ローズウォーター財団。その初代総裁エリオット・ローズウォーターは、インディアナ州ローズウォーター郡の人々を救うため様々な恵みを分け与えるが、周囲には理解されず「キじるし」と称されている。
一方、ローズウォーター財団の財産を管理する弁護士事務所に勤めるノーマン・ムシャリは、エリオットのいとこである一般的な庶民のフレッド・ローズウォーターと接触し、エリオットが精神異常であることを証明してフレッドに財団を継がせ、自身もそのおこぼれに与ろうと画策する。
エリオットは妻シルヴィアとの離婚調停に向かう途中、神経衰弱に陥り精神病院に入院する。フレッドとの裁判の前日、父の上院議員リスター・エイムズ・ローズウォーターと、エリオットが愛読するSF作家キルゴア・トラウトが作戦を練る中、エリオットはフレッドに十万ドルの小切手を降り出す。そして、ローズウォーター郡でエリオットの子だと主張されているすべての子供を認知し、財団の相続権を与えると語る。

## ミュージカル
1979年にオフ・ブロードウェイで上演された本作の改作舞台作品。
作曲：アラン・メンケン、作詞：ハワード・アシュマン